# Officine meccaniche Grondona
Le Officine meccaniche Grondona, note anche con la ragione sociale di Grondona, Miani e Zambelli e più tardi Grondona, Comi & C., furono un'azienda metalmeccanica italiana fondata nel 1847 a Milano.

## Settori di attività

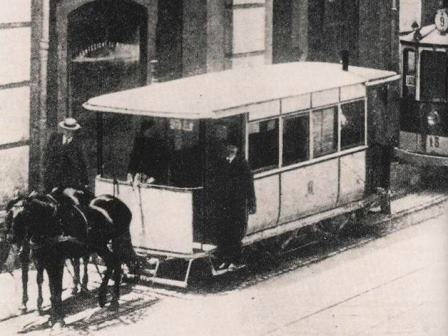
Modena, tram a cavalli Grondona

Le Officine Grondona si specializzarono nella costruzione di materiale rimorchiato per tranvie e ferrovie secondarie e di casse per elettromotrici tranviarie, tutte destinate al mercato italiano.
Fra le elettromotrici si annoverano diversi tram tipo Edison di Milano (1893-1912), le vetture 214-228 a terrazzini della SRTO di Roma (1894-1905), alcune vetture della serie 231-435 del 1898 per la rete tranviaria di Torino, i tram delle serie 1-75 e 171-20 (1897-1900) della rete tranviaria di Genova, alcuni gruppi per la rete tranviaria di Livorno, le elettromotrici prodotte a partire dal 1870 per la TFE (tranvia Roma-Tivoli),
Il materiale trainato di costruzione Grondona risultò anch'esso molto diffuso, con vetture rimorchiate della Société Anonyme des Tramways Provinciaux di Napoli, sessanta carrozze per la Compagnia Generale dei Tramways Piemontesi e ventiquattro per la tranvia Milano-Magenta/Castano Primo, undici tram a cavalli per la rete di Modena, decine di carrozze per le tranvie Vercelli-Biella, Vercelli-Aranco e Vercelli-Trino, altre per la Tranvia del Chianti e per la Tranvia Asti-Canale, le carrozze della dotazione originaria della Società Nazionale di Tramways e Ferrovie, che eserciva le tranvie Parma-Traversetolo/Montecchio, Parma-San Secondo-Busseto, Fornace Bizzi-Medesano, Parma-Langhirano, Soragna-Borgo San Donnino e quelle per la tranvia a cavalli Cuneo-Borgo San Dalmazzo-Demonte.

## Storia
La ditta fu fondata da Felice Grondona nel 1847 a Milano, già attivo presso l'attività del padre che costruiva semplici carrozze. Si costruivano infatti in quegli anni le prime ferrovie e il Grondona colse l'occasione per ampliare l'attività di famiglia. Lo stesso anno della fondazione arrivarono le prime commesse, consistenti in 26 vagoni per la ferrovia Milano-Monza, oltre a vari carri merce.
Pochi anni dopo è necessario una riorganizzazione e un ampliamento del vecchio stabilimento di famiglia per cui venne costruito un nuovo stabilimento in via Melchiorre Gioia, vicino peraltro alla stazione di Porta Nuova. Poco dopo l'apertura del nuovo stabilimento la fabbrica contava 160 operai, e il giornale l'Eco della Borsa ne lodava il lavoro e descriveva così la fabbrica:
Dal 1851 le commesse pubbliche, che privilegiarono fornitori austriaci, diminuirono e per superare le difficoltà finanziarie l'azienda dovette ricorrere a varie donazione da parte della ricca famiglia. Nel 1856 con la concessione delle ferrovia lombarde ai Rothschild le commesse ripresero e permisero una crescita più o meno costante fino all'Unità d'Italia, forte anche di forniture di carri ambulanza e cucine da campo all'esercito piemontese. L'avvento del Regno d'Italia non si tradusse tuttavia in ordinazioni maggiori e in misura più costante. Alla fine degli anni '70 Grondona si lamentava pubblicamente delle condizioni svantaggiose a cui la sua azienda veniva sottoposta dal governo, rispetto a quelle estere per i pesanti dazi sul materiale di importazione, e rispetto a quelle nazionali, come le Officine di Pietrarsa "sussidiate dall'Erario": nonostante le condizioni sfavorevoli l'azienda continuò a crescere arrivando nel 1881 a 300 operai con un fatturato di 1400000 lire.

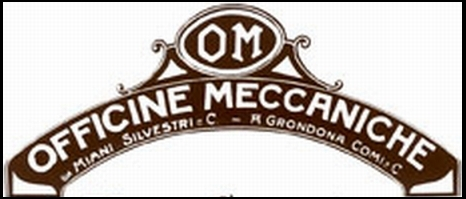
Marchio storico della OM

Dopo quelli che possono essere definiti gli anni più proficui della società, da un lato la continua mancanza di ordinazioni stabili da parte del governo, dall'altro la mancata decisione di dedicarsi con un maggiore sforzo anche alla costruzione di motrici condannarono la società prima ad un continuo andamento altalenante, che si traducevano in oscillazioni della forza lavoro da poche decine a varie centinaia di operai, fino ad arrivare ad una lenta crisi per cui la società fu rilevata nel 1899 dalla Miani e Silvestri di Miani, un tempo socio di Felice Grondona. Dall'unione delle due aziende ebbe poi origine la società Officine Meccaniche la cui sigla, "OM" caratterizzò il panorama dei veicoli stradali pesanti in Italia per tutto il ventesimo secolo.